# Котон-де-тулеар

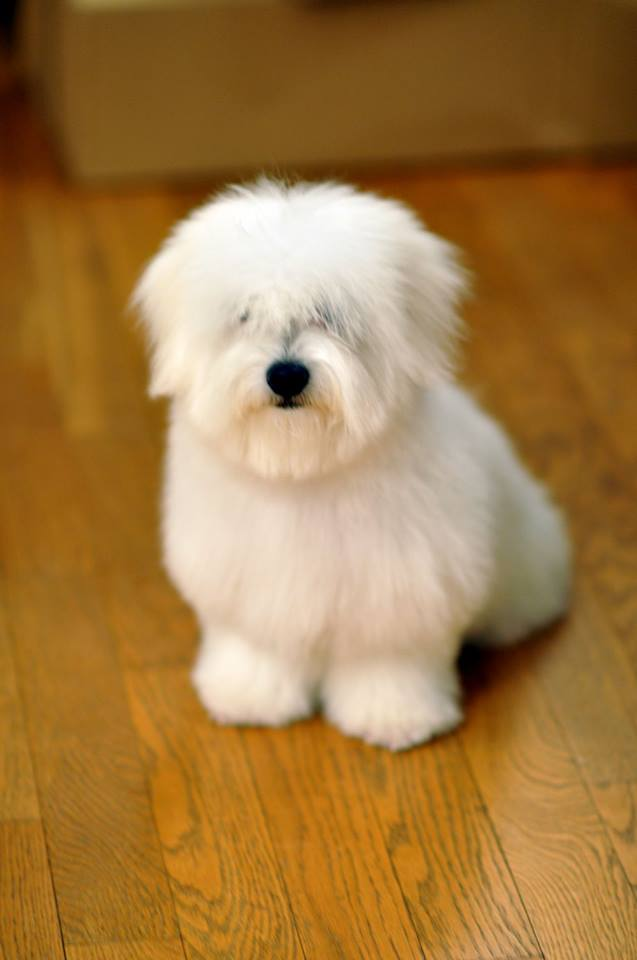
Щенок котон-де-тулеар в возрасте 6 месяцев

Котон-де-тулеар (фр. Coton de Tuléar) — порода миниатюрных домашних собак родом с острова Мадагаскар. Обладают очень мягкой белой шерстью, напоминающей по структуре и свойствам хлопок. «Котон» (фр. Coton) в переводе с французского и означает «хлопок», а Тулеар (Tuléar; ныне Тулиара) — это название портового города на Мадагаскаре, где впервые была зафиксирована порода. Другое название — мадагаскарский бишон.

## Происхождение
По легенде, собаки породы котон-де-тулеар — потомки мальтийских болонок, которые вместе со своими хозяевами находились на европейских кораблях (суда были, скорее всего, французскими и направлялись во французскую колонию Реюньон), потерпевших крушение близ берегов Мадагаскара. Помеси этих декоративных собачек, благополучно доплывших до суши, и местных островных собак со временем образовали новую породу.  
Широкой публике эта порода стала известна не так давно — в 60-е годы XX века, когда первые особи попали в Европу и привлекли внимание как любителей, так и профессиональных собаководов. В тот момент порода была на грани исчезновения, однако благодаря интересу европейцев в её истории начался новый подъём. В 1970 году произошло официальное признание котон-де-тулеар Международной кинологической федерацией, и порода получила строгие стандарты, а также красивое название — котон-де-тулеар.  

## Внешний вид
Внешне эти собачки действительно напоминают болонок — приземистые, с короткими и крепкими конечностями, с головой треугольной формы, длинными, высоко поставленными свисающими ушками, темными широко расставленными глазами. Спина прямая, мускулистая, хвост приподнятый, довольно длинный. Шерсть длинная (6—8 см), белая, прямая, мягкая на ощупь. Допускаются такие отклонения от стандарта породы, как немного волнистая шерсть и палевые пятна вокруг ушей. 
Рост собак этой породы составляет порядка 28 см для кобелей и 25 см для сук, масса — порядка 6 кг для кобелей и 4 кг для сук. Идеальным соотношением роста собаки и её длины считается 2/3.

## Характер

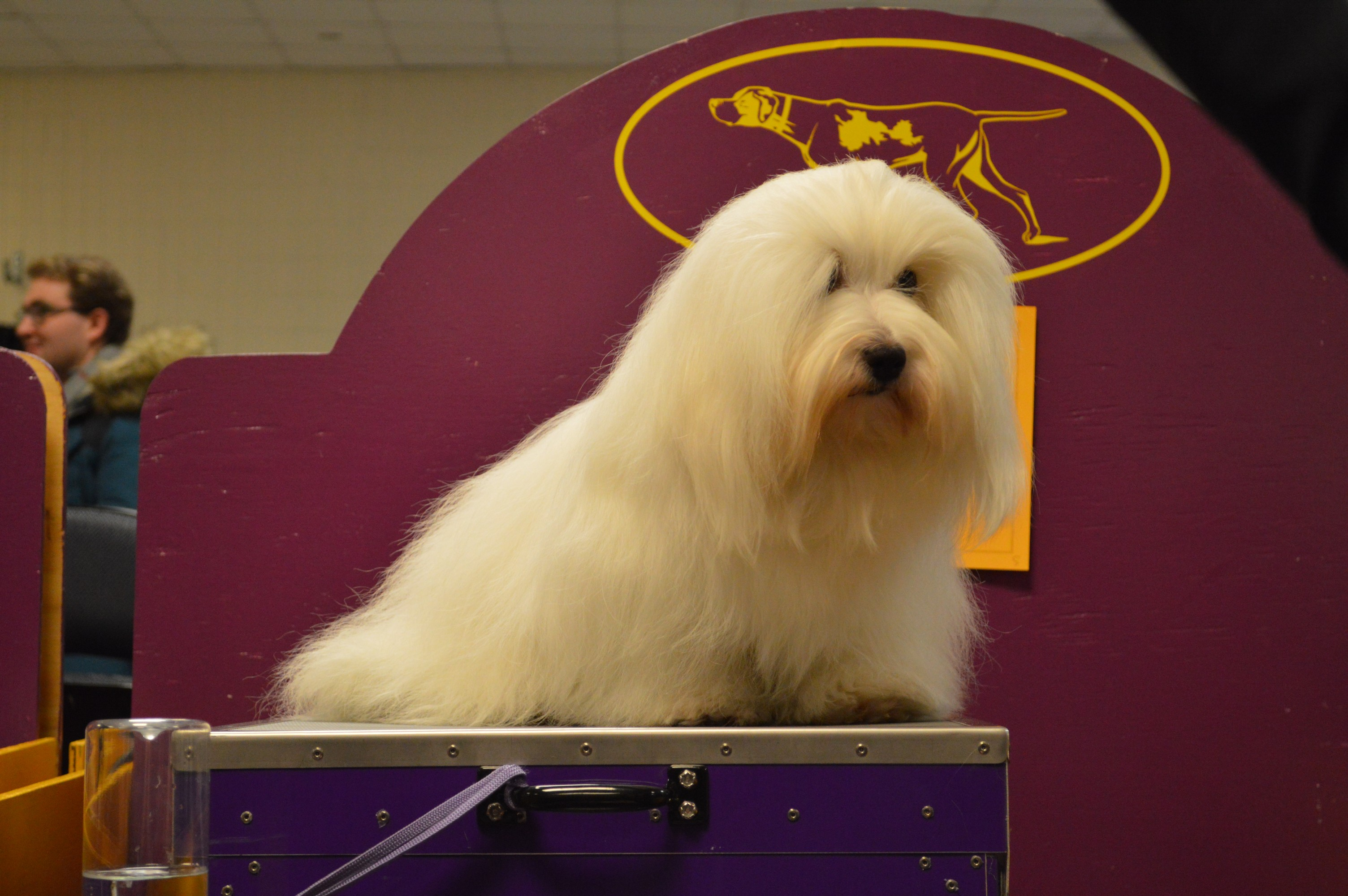
Котон-де-тулеар в выставочном груминге

Собаки этой породы отличаются умом и сообразительностью, живым и задорным характером. Легко поддаются дрессировке, отлично ладят с детьми и взрослыми. Отзывчивы на похвалу. Одинаково хорошо чувствуют себя и в загородном доме, и в городской квартире. Однако имея такой живой темперамент, котон-де-тулеар нуждается в частых и активных прогулках на свежем воздухе. Собачка с удовольствием будет носиться за палкой или мячиком либо выполнять всяческие трюки, чтобы доставить удовольствие хозяину и самому зарядиться бодростью и хорошим настроением.
Во французских кругах эту собачку часто по-доброму называют «клоун», так как трудно представить более предприимчивого, активного, забавного пёсика. При этом, отлично ладя со взрослыми или детьми из своей семьи, котон-де-тулеар может достаточно настороженно относиться к вниманию со стороны незнакомцев, предупреждая вас о появлении постороннего громким и звучным лаем.

## Здоровье и уход

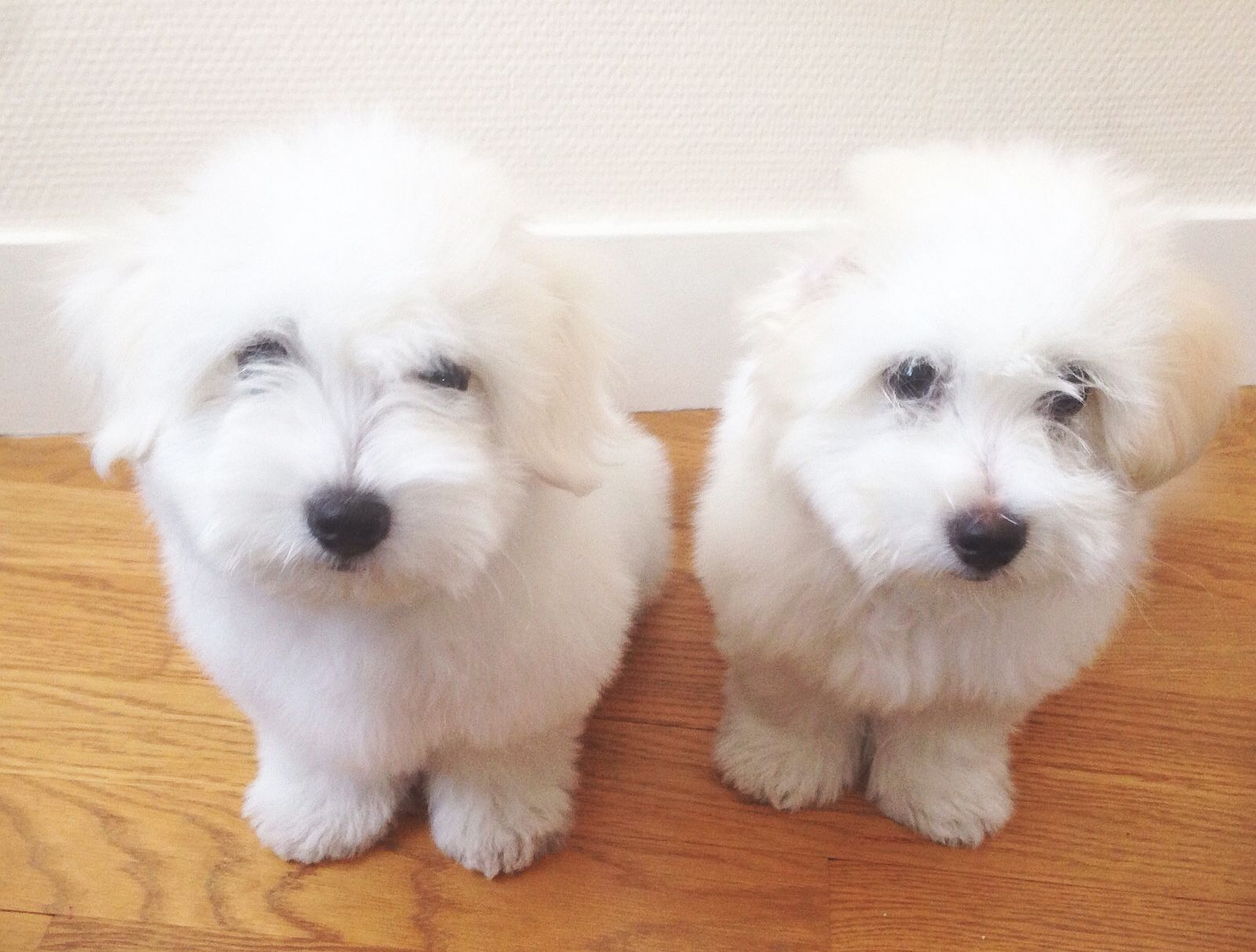
Щенки котон-де-тулеар в 3х месячном возрасте

Собаки породы котон-де-тулеар отличаются крепким здоровьем и выносливостью. Продолжительность жизни — около 15 лет.
Уход за этими собаками несложен, но требует регулярности и аккуратности. Чтобы их нежная шерстка не свалялась после активных игр и прогулок, котон-де-тулеаров следует ежедневно расчёсывать щёткой с редкими зубьями, а мыть желательно хотя бы 2 раза в месяц. Мыть им уши следует ватным тампоном, смоченным в растительном масле, не реже чем раз в месяц.